# Каар, Яве
Яве Каар (фр. Yavé Cahard, род. 26 декабря 1957 в Сент-Адрессе, Франция) — французский трековый велогонщик. Серебряный призёр  Летних Олимпийских игр 1980 года в спринте. Чемпион мира 1979 года в тандеме, многократный чемпион Франции и призёр чемпионатов мира в спринте. 